# Juan Francisco González

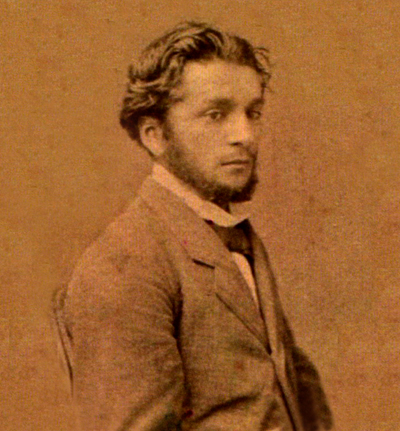
Juan Francisco Gonalez

Juan Francisco González Escobar (* 25. September 1853 in Santiago de Chile; † 4. März 1933 ebenda) war ein chilenischer Maler.
González hatte den ersten Malunterricht bei Manuel Tapia, der ihn an Pedro Lira empfahl. Dieser bereitete ihn auf die Aufnahme an die von Alejandro Ciccarelli geleitete Academia de Bellas Artes (1869) vor, wo er – gleich dem gleichaltrigen Alfredo Valenzuela Puelma – Schüler von Ernst Kirchbach und Juan Mochi war.
Nach dem Studium unternahm er 1879 eine Reise durch Peru und Bolivien, 1884 wurde er Zeichenlehrer am Liceo de Hombres in Valparaíso. 1887 unternahm er seine erste Studienreise nach Europa, nach der er 1990 dem chilenischen Bildungsministerium einen Texto de dibujo Moderno für den Einsatz an den Gymnasien vorlegte. Die Schrift wurde 1906 von der Universidad de Chile veröffentlicht.
Auf seiner zweiten Reise nach Europa 1897 besuchte er Paris, Florenz, Venedig, Madrid, Sevilla und Marruecos, beschäftigte sich mit dem spanischen Realismus des 17. Jahrhunderts, dem Impressionismus und Neoimpressionismus und studierte die Werke der Maler der Schule von Barbizon. 1898 wurde er mit einem Ehrenpreis des Salón Oficial de Artes Plásticas ausgezeichnet. Auf einer weiteren Europareise 1904 lernte er den spanischen Maler Joaquín Sorolla kennen, dem er freundschaftlich verbunden blieb, und gab Malkurse in München, Frankfurt und Nürnberg.
1910 wurde er Professor an der Escuela de Bellas Artes. Zu seinen Schülern zählten hier Joaquín Fabres, Pedro Prado, Alfredo Helsby und Pedro Reszka. 1915 wurde er Mitglied der Grupo de los Diez, einer Vereinigung avantgardistischer Künstler, Dichter und Intellektueller. 1919 wurde er Präsident des Exekutivkomitees der Sociedad Nacional de Bellas Artes.
González hinterließ mehr als viertausend Werke. Eine größere Sammlung befindet sich im Besitz des Museo Nacional de Bellas Artes, das 1953 eine Retrospektive seiner Werke und 1976 eine Einzelausstellung veranstaltete. Eine Hommage zu seinem 50. Todestag veranstaltete 1983 das Instituto Cultural de Providencia in Santiago.